# Loggia dei Lanzi
Loggia dei Lanzi, der også kaldes Loggia Della Signoria, beliggende i Firenze, Italien, er en bygning på hjørnet af Piazza della Signoria og grænser op til Uffizi-galleriet. Grundlæggende består den af tre brede hvælvinger, der vender ud mod gaden. Disse hviler på pilastre med korintherkapitæler, som kendes fra den klassiske græske arkitektur.
Florentinerne var meget begejstrede for de brede hvælvinger, og Michelangelo foreslog sågar, at man lod disse fortsætte hele vejen omkring Piazza della Signoria. På trapperne står to store marmorløver, der kendes fra Firenzes våbenskjold. På facaden ses kløvere med allegoriske afbildninger af de fire grunddyder: mådehold, dømmekraft, mod og retskaffenhed. Det fremgår tydeligt at den livlige bygning står i skarp kontrast til det tilstødende gotiske Palazzo Vecchio.
Loggia dei Lanzi opførtes mellem 1376 og 1382, anført af Benci di Cione og Simone di Francesco Talenti. Bygningen skulle som udgangspunkt huse offentlige forsamlinger, men som vi ser det i dag er det blevet en skueplads for verdensberømte renæssanceskulpturer. Titlen stammer fra Hertug Cosimo I's regeringsperiode, hvorunder bygningen benyttedes til at huse hertugens lejesoldater, der efter det tyske Landsknecht kaldtes Lanzichenecchi.
Den mest berømte skulptur i loggiaen er bronzestatuen Perseus af Benvenuto Cellini. Med denne forsøgte han at overgå både Michelangelos David og Donatellos Judith og Holofernes. Den legendariske Perseus er søn af Zeus, og skulpturen viser ham da han stolt kan fremvise Medusas hoved, efter at have dræbt hende.
Cellini arbejdede på skulpturen i 10 år og havde store problemer med den. Ifølge eget udsagn bragte disse ham tæt på døden. Selve støbningen gik galt adskillige gange, og til sidst fyrede Cellini op med sin boligs inventar. Endelig lykkedes støbningen, da han havde afbrændt 200 tallerkener og tinfade samt alle hans gryder og pander. Dog manglede Perseus 3 tæer, der senere sattes på.